# 政府支援機関
政府支援機関（せいふしえんきかん、Government sponsored enterprise（GSE））とは、農業経営・住宅建設のための金融など公共性の高い事業の遂行を目的として、アメリカ合衆国の連邦議会が設立した株式会社。政府支援法人、政府援助法人ともいう。日本における特殊会社、特別民間法人に類似する組織である。政府支援機関は、政府の出資は受けないものの監督官庁と設置根拠法を持ち、公共的な目的を持った定款が定められておりその変更に制限が加えられることに特徴がある。
政府支援機関の目的は、住宅、農業、教育といった分野への信用供与を強化し、投資家のリスクを軽減することである。これにより対象分野への投資や資金供給が促進される。
政府支援機関は住宅金融分野では連邦住宅抵当公庫（Federal National Mortgage Association（FNMA）、ファニーメイ）、連邦住宅金融抵当公庫（Federal Home Loan Mortgage Corporation（FHLMC）、フレディマック）のほか、12行の連邦住宅貸付銀行（Federal Home Loan Banks（FHLBank））がある。ファニーメイとフレディマックの2つの政府支援機関はその株式をニューヨーク証券取引所に上場する上場会社でもある。
農業金融分野では米国農業信用制度の系統中央機関である連邦農業信用銀行(Farm Credit Bank;FCB)等、住宅金融におけるファニーメイやフレディマックの様な役目を担う連邦農業抵当公社(Federal Agricultural Mortgage Corporation;FAMC, ファーマーマック)がある
教育分野ではかつて、学資ローンを担うSLM(サリーメイ)があったが完全民営化された。
政府支援機関は、株式会社として株式を発行し、また不動産担保証券（Mortgage-backed securities（MBS））や社債などの債券を発行する。政府支援機関が発行した債券はGSE債と呼ばれ、市場では事実上、政府保証の裏付けを持つと考えられる。このため、国債に準じる安全確実な資産と扱われる。
2007年に表面化したサブプライムローン問題により、政府支援機関が発行した不動産担保証券の価値下落が懸念され、政府支援機関の資本不足が不安視された。このため、2008年9月、アメリカ合衆国政府は、政府支援機関の救済と住宅市場の安定化を図って、政府支援機関が発行した不動産担保証券の買い取りを開始した。